# Daniel Wende

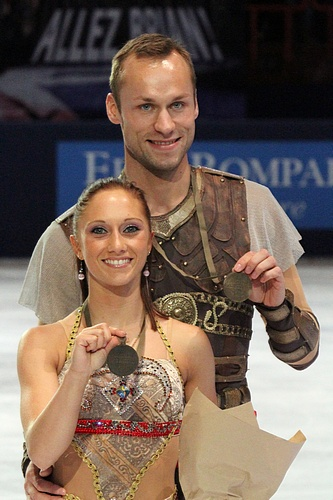
Maylin Hausch und Daniel Wende bei 2010 Trophée Eric Bompard

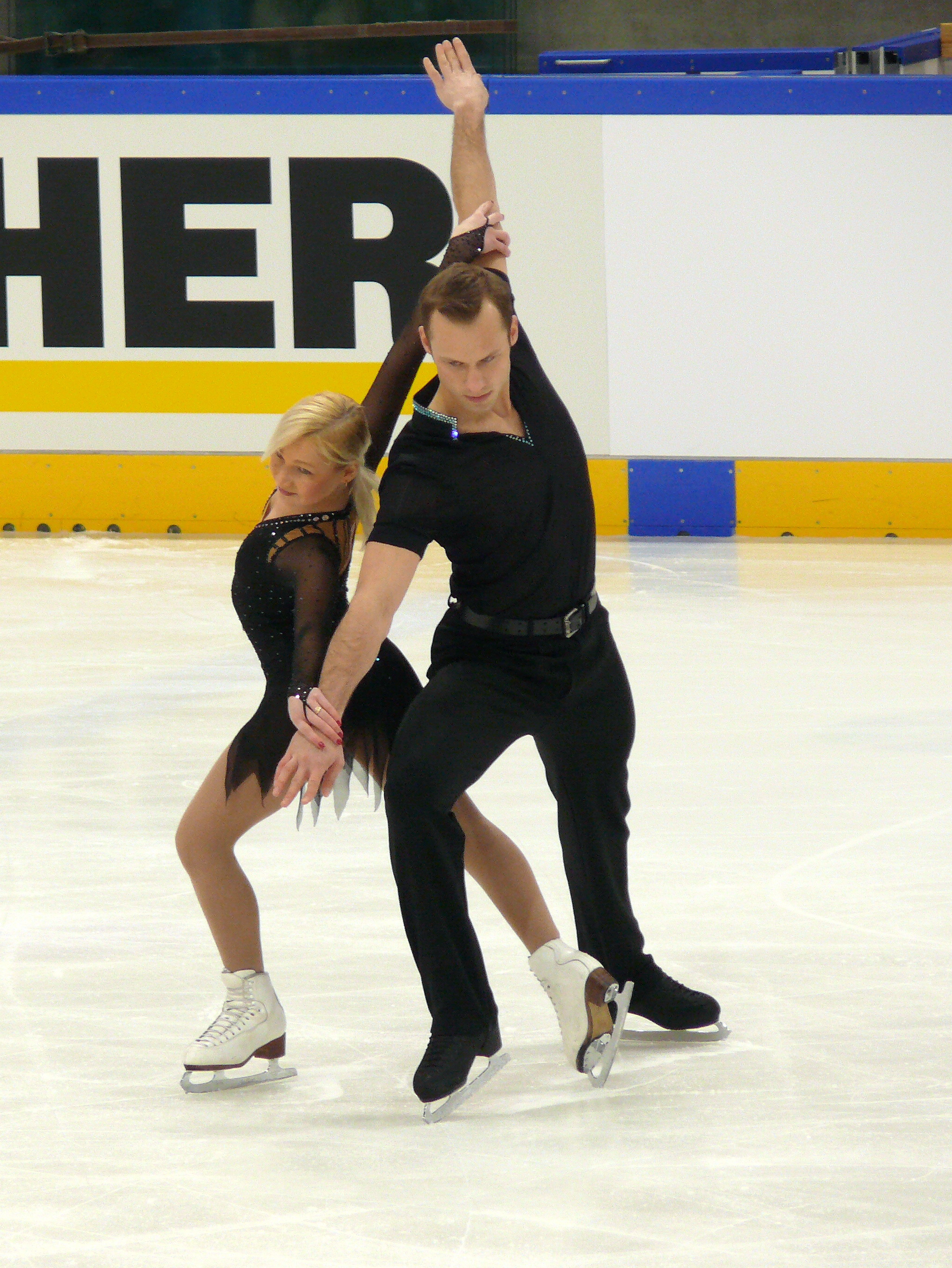
Jekaterina Wassiliewa und Daniel Wende hier beim Kurzprogramm bei den Deutschen Meisterschaften 2008 in Dresden

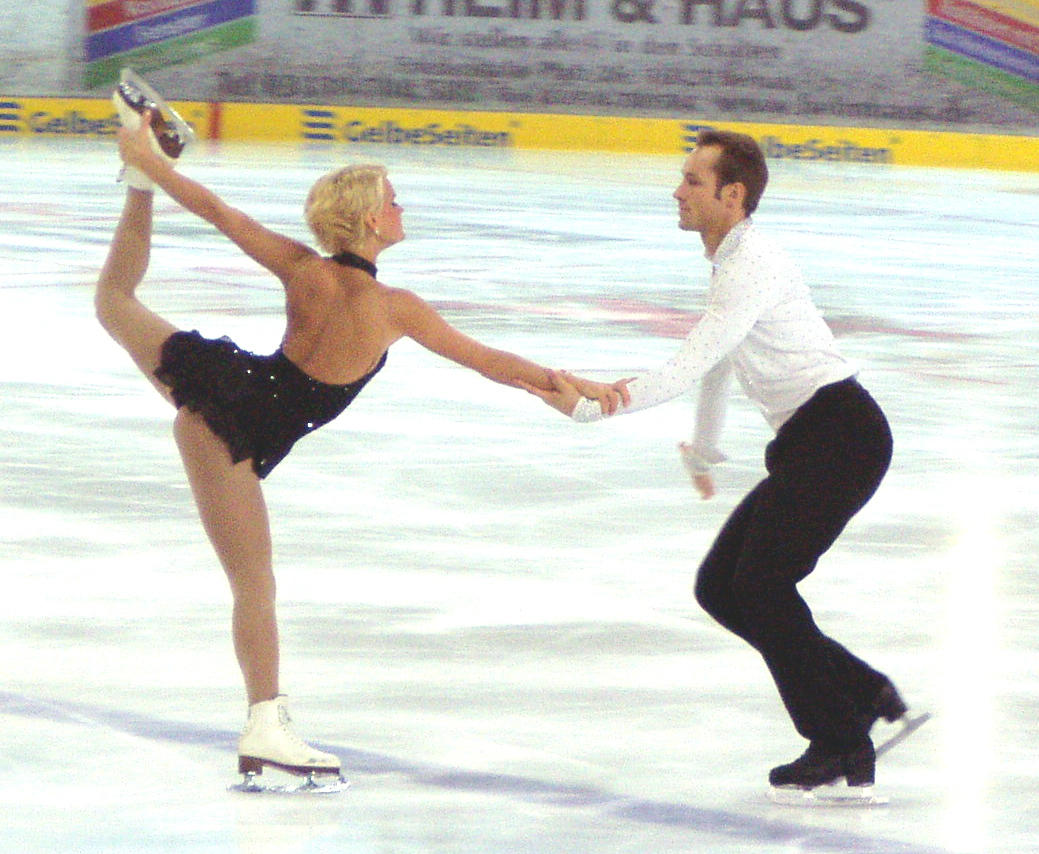
Rebecca Handke und Daniel Wende hier bei den Deutschen Meisterschaften 2006 in Berlin

Daniel Wende (* 24. Juli 1984 in Essen) ist ein deutscher Eiskunstläufer.

## Biografie
Daniel Wende war Paarläufer und lief zusammen mit Maylin Wende (Hausch). Er ist Mitglied im EJEC Essen und begann mit 7 Jahren mit dem Eislaufen. Zunächst lief er zusammen mit Rebecca Handke. Beide trainierten bei Julia Gnilosoubowa. Im Herbst 2004 wechselten sie ihren Trainer und wurden nun von Knut Schubert betreut. Sie trainierten sowohl in Dortmund als auch in Berlin.
Daniel Wende hat sein Pädagogikstudium mit der Spezialisierung Sport unterbrochen. Seit dem 1. Juli 2005 ist er Sportsoldat der Bundeswehr.
Nach der Saison 2006/2007 trennten sich Rebecca Handke und Daniel Wende. Für ein Jahr lief er mit der Russin Jekaterina Wassiliewa aus Sankt Petersburg (6. der Junioren-WM 2006 mit Alexander Smirnow). Doch nach der Saison 2007/08 ging diese Partnerschaft auseinander, da Wassiljewas Visum nicht verlängert wurde. Das neue Paar Hausch/Wende trainierte ab September 2008 in Oberstdorf bei Karel Fajfr.
Maylin Hausch und Daniel Wende qualifizierten sich für die Olympischen Winterspiele 2010 in Vancouver, wo sie Platz 17 erreichten.
Beim abschließenden Kürtraining bei den Europameisterschaften 2012 kollidierte Daniel Wende mit Mari Vartmann. Dabei wurde eine seiner Kufen beschädigt. Diese Beschädigung behinderte ihn stark bei der abschließenden Kür. Dennoch wurde das Paar bei den Europameisterschaften 2012 in Sheffield noch siebte.
Seit dem 6. Juni 2013 sind Maylin und Daniel verheiratet.
Zum Ende der Saison 2013/14 beendeten Maylin und Daniel Wende ihre Karriere als aktive Läufer. Beide arbeiten nun als Trainer am Eissportzentrum Oberstdorf.
Seit dem 1. Januar 2020 ist Daniel Wende hauptberuflicher Stützpunktleiter am Standort Oberstdorf.

## Erfolge/Ergebnisse
| Wettbewerb/Partner/Saison   | 2002/03        | 2003/04        | 2004/05        | 2005/06        | 2006/07        | 2007/08               | 2008/09                       | 2009/10                       | 2010/11                       | 2011/12                       | 2012/13                       | 2013/14                       | 2014/15                       |
| --------------------------- | -------------- | -------------- | -------------- | -------------- | -------------- | --------------------- | ----------------------------- | ----------------------------- | ----------------------------- | ----------------------------- | ----------------------------- | ----------------------------- | ----------------------------- |
| Partnerin                   | Rebecca Handke | Rebecca Handke | Rebecca Handke | Rebecca Handke | Rebecca Handke | Jekaterina Wassiliewa | Maylin Hausch \| Maylin Wende | Maylin Hausch \| Maylin Wende | Maylin Hausch \| Maylin Wende | Maylin Hausch \| Maylin Wende | Maylin Hausch \| Maylin Wende | Maylin Hausch \| Maylin Wende | Maylin Hausch \| Maylin Wende |
| Olympische Winterspiele     |                |                |                |                |                |                       |                               | 17                            |                               |                               |                               | 13                            |                               |
| Weltmeisterschaften         |                |                |                |                |                |                       | 10                            | 14                            | 12                            | 13                            |                               |                               |                               |
| Europameisterschaften       | 13             | 10             | 6              | 8              | 12             |                       | 8                             | 7                             | 6                             | 7                             |                               | 6                             |                               |
| Juniorenweltmeisterschaften | 13             | 11             | WD             | WD             |                |                       |                               |                               |                               |                               |                               |                               |                               |
| Deutsche Meisterschaften    | 1 J            | 1 J            | 2              | 2              |                | 3                     | 2                             | 1                             |                               | 1                             |                               | 2                             |                               |
| NHK Trophy                  |                |                |                |                |                |                       |                               |                               | 7                             |                               |                               |                               |                               |
| Skate America               |                |                |                | 7              |                |                       |                               |                               |                               | 8                             |                               |                               |                               |
| Trophée Eric Bompard        |                |                |                | 8              |                |                       |                               |                               | 3                             |                               |                               |                               |                               |
| NRW Trophy                  |                | 4              | 3              |                |                |                       |                               |                               |                               |                               |                               | 2                             |                               |
| Nebelhorn Trophy            |                |                |                | 7              |                |                       |                               | 7                             | 5                             | 4                             |                               | 2                             |                               |
| Ondrej Nepela Memorial      |                |                |                |                |                |                       |                               | 1                             |                               |                               |                               |                               |                               |
| Nordic Championships        |                |                | 2 J            |                |                |                       |                               |                               |                               |                               |                               |                               |                               |
| JGP Serbien                 |                |                | 8              |                |                |                       |                               |                               |                               |                               |                               |                               |                               |
| JGP Polen                   |                | 7              |                |                |                |                       |                               |                               |                               |                               |                               |                               |                               |
| JGP Kroatien                |                | 7              |                |                |                |                       |                               |                               |                               |                               |                               |                               |                               |
| JGP Deutschland             | 8              |                |                |                |                |                       |                               |                               |                               |                               |                               |                               |                               |

- Legende: J = Junioren; JGP = Junior Grand Prix; WD = withdrawn (en., zurückgezogen)